# Demänovka (Likör)

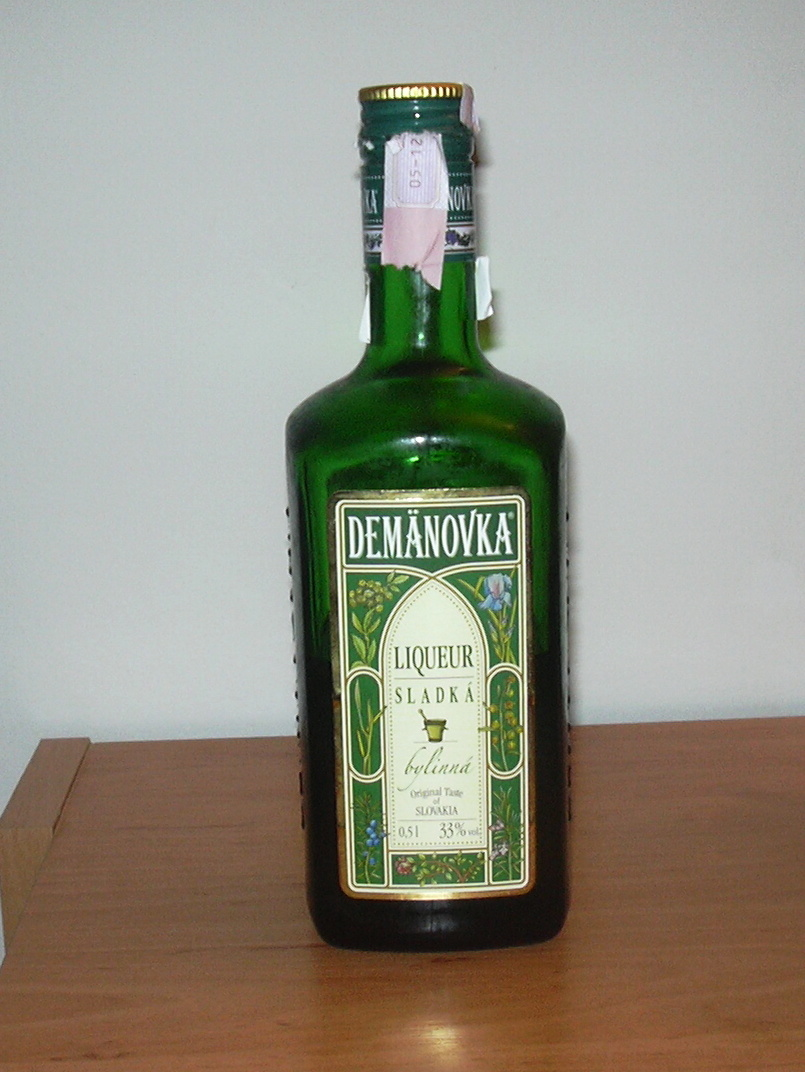
Flasche Demänovka (33 %)

Demänovka ist ein slowakischer Kräuterlikör, der von der Brennerei St. Nicolaus in Liptovský Mikuláš hergestellt wird. Neben dem klassischen Likör mit 33 % Alkohol (slowakisch Demänovka sladká) gibt es auch eine höherprozentige Variante als Kräuterbitter (38 %; slowak. Demänovka horká). Zutaten sind neben Gebirgswasser aus der Tatra auch 14 verschiedene Kräuter und Bienenhonig, der dem Likör sein typisches Aroma verleiht. 